# كريم محتوي على اليوريا
الكريمات المحتوية على اليوريا ، أو الكريمات المحتوية على الكارباميد، تستخدم كعلاج الجفاف والحكة كالتي تحدث
في حالات الالتهابات الجلدية، الصدفية و داء حرشف السمك . كما يمكن استخدامه لتنعيم الأظافر .
 الآثار الجانبية عند البالغين قليلة بشكل عام . نادراً ما تُحدث تهجيُّج في الجلد. تعمل على تليين الجلد الجاف .
التحضيرات عادة تحوي بين 5% إلى 50%  من اليوريا.
الكريمات المحتوية على اليوريا استُخدمت منذ عام 1940
وموجودة في قائمة منظمة الصحة العالمية للعلاجات الأساسية، أكثر العلاجات أماناً وفعالية في النظام الصحي .
مُتاح كعلاج بدون وصفة طبية .
في المملكة المتحدة 100 غرام ل 10% كريم حاوي على اليوريا يكلف 4.37  جنيه استرليني .

## الاستخدامات الطبية
يستخدم لإزالة الجلد الميت وتسريع عملية إصلاح الجلد في المناطق المصابة بزيادة طبقات الجلد، خاصة في المناطق التي توقف فيها نمو الجلد الطبيعي بسبب التهاب جلدي، أو نخر جلدي، أو بقايا ليفية مسببة للحكة  أو النُّدب .
حالات خاصة مترافقة مع زيادة ثخونة الجلد يمكن أن تستجيب للعلاج بكريم اليوريا :
·        جفاف وخشونة الجلد 
·        التهاب الجلد 
·        الصدفية 
·        داء حراشف السمك 
·        الاكزيما 
·        مرض تقرّن الجلد 
·        الثآليل 
·        الجسأة ( جزء متصلب من الجلد )
·        الأظافر المتضررة غير النامية .

## الآثار الجانبية
الآثار الجانبية الأكثر شيوعاً:
·        تهيج جلدي متوسط .
·        شعور مؤقت بحرقة .
·        شعور بلسع .
·        حكة 
في الحالات الشديدة، يمكن أن يحدث حساسية تترافق مع الأعراض التالية :
احمرار بالجلد، شرى في الجلد، صعوبة في التنفس، انتفاخ في الفم والوجه والشفاه واللسان .

## آلية العمل
اليوريا مادة تذوب في النسيج بين الخلوي لخلايا الطبقة القرنية للجلد، تعمل على إزالة الطبقات المتقرنة من الجلد وبالتالي تنعيم المناطق المصابة بزيادة الثخونة .
في الأظافر، اليوريا تعمل على تنعيم وإزالة البقايا من الظفر .